# Laura Granville
Laura Granville (Chicago, 12 maggio 1981) è una tennista statunitense.

## Biografia
Figlia di Charles e Elizabeth, ha una sorella di nome Lily. Nel 2003 arrivò alla finale dell'Internationaux de Strasbourg doppio con Jelena Kostanić perdendo contro Sonya Jeyaseelan e Maja Matevžič. Nel ranking raggiunse la 28ª posizione il 9 giugno del 2003.
Nel 2006 vinse il Bell Challenge doppio in coppia con Carly Gullickson, battendo in finale Jill Craybas e Alina Židkova con il punteggio di 6-3, 6-4. Nel 2007 al torneo di Wimbledon 2007 - Singolare femminile giunse agli ottavi di finale venendo eliminata dall'olandese Michaëlla Krajicek
Negli anni successivi fece parlare di sé per un'altra finale persa all'ASB Classic 2010 - Doppio, in coppia con Natalie Grandin, dove affrontò Cara Black e Liezel Huber.

## Statistiche WTA

### Singolare

#### Sconfitte (1)
| Legenda               |
| --------------------- |
| Grande Slam (0)       |
| Argenti Olimpici (0)  |
| WTA Championships (0) |
| Tier I (0)            |
| Tier II (0)           |
| Tier III (0)          |
| Tier IV (0)           |
| Tier V (1)            |

| N. | Data           | Torneo                                | Superficie | Avversario in finale | Punteggio     |
| 1. | 15 agosto 2004 | Odlum Brown Vancouver Open, Vancouver | Cemento    | Nicole Vaidišová     | 6-2, 4-6, 2-6 |

## Risultati in progressione
| Sigla | Risultato               |
| ----- | ----------------------- |
| V     | Vincitore               |
| F     | Finalista               |
| SF    | Semifinalista           |
| O     | Oro olimpico            |
| A     | Argento olimpico        |
| SF    | Bronzo olimpico         |
| QF    | Quarti di Finale        |
| 4T    | Quarto turno            |
| 3T    | Terzo turno             |
| 2T    | Secondo turno           |
| 1T    | Primo turno             |
| RR    | Round Robin             |
| LQ    | Turno di qualificazione |
| A     | Assente                 |
| ND    | Non disputato           |

| Legenda superfici    |
| -------------------- |
| Cemento              |
| Terra battuta        |
| Erba                 |
| Superficie variabile |

### Singolare nei tornei del Grande Slam
| Torneo          | 1998 | 1999 | 2000 | 2001 | 2002 | 2003 | 2004 | 2005 | 2006 | 2007 | 2008 | 2009 | 2010 |
| --------------- | ---- | ---- | ---- | ---- | ---- | ---- | ---- | ---- | ---- | ---- | ---- | ---- | ---- |
| Australian Open | A    | A    | A    | A    | A    | 1T   | 3T   | 1T   | 3T   | 2T   | 1T   | A    | A    |
| Open di Francia | A    | A    | A    | A    | A    | 3T   | 1T   | A    | 1T   | 1T   | A    | A    | A    |
| Wimbledon       | A    | A    | A    | A    | 4T   | 3T   | 1T   | 2T   | 2T   | 4T   | A    | A    | A    |
| US Open         | 2T   | 1T   | A    | 1T   | 1T   | 2T   | 1T   | 3T   | 1T   | 2T   | A    | 1T   | A    |

### Doppio nei tornei del Grande Slam
| Torneo          | 1998 | 1999 | 2000 | 2001 | 2002 | 2003 | 2004 | 2005 | 2006 | 2007 | 2008 | 2009 | 2010 |
| --------------- | ---- | ---- | ---- | ---- | ---- | ---- | ---- | ---- | ---- | ---- | ---- | ---- | ---- |
| Australian Open | A    | A    | A    | A    | A    | A    | 2T   | 1T   | 1T   | 1T   | 2T   | A    | A    |
| Open di Francia | A    | A    | A    | A    | A    | 1T   | 1T   | 1T   | 1T   | 2T   | A    | A    | A    |
| Wimbledon       | A    | A    | A    | A    | A    | 3T   | 1T   | 2T   | 1T   | 3T   | A    | A    | A    |
| US Open         | A    | A    | A    | 1T   | 2T   | 2T   | 3T   | 1T   | 2T   | 1T   | A    | 1T   | A    |

### Doppio misto nei tornei del Grande Slam
| Torneo          | 1998 | 1999 | 2000 | 2001 | 2002 | 2003 | 2004 | 2005 | 2006 | 2007 | 2008 | 2009 | 2010 |
| --------------- | ---- | ---- | ---- | ---- | ---- | ---- | ---- | ---- | ---- | ---- | ---- | ---- | ---- |
| Australian Open | A    | A    | A    | A    | A    | A    | A    | A    | A    | A    | A    | A    | A    |
| Open di Francia | A    | A    | A    | A    | A    | A    | A    | A    | A    | A    | A    | A    | A    |
| Wimbledon       | A    | A    | A    | A    | A    | A    | A    | A    | A    | A    | A    | A    | A    |
| US Open         | A    | A    | A    | A    | A    | A    | 1T   | 1T   | A    | A    | A    | A    | A    |

## Vittorie contro giocatrici Top 10
| Stagione | 2005 | Totale |
| Vittorie | 1    | 1      |

| #    | Giocatrice   | Ranking | Evento                         | Superficie | Turno | Punteggio | Rank. LGR |
| ---- | ------------ | ------- | ------------------------------ | ---------- | ----- | --------- | --------- |
| 2005 |              |         |                                |            |       |           |           |
| 1.   | Alicia Molik | 9       | Birmingham Classic, Birmingham | Erba       | 2T    | 6-4, 6-2  | 100       |